# Anisocentropus sierramadrensis
Anisocentropus sierramadrensis là một loài Trichoptera thuộc họ Calamoceratidae. Chúng phân bố ở miền Ấn Độ - Mã Lai.